# Frédéric Mitterrand

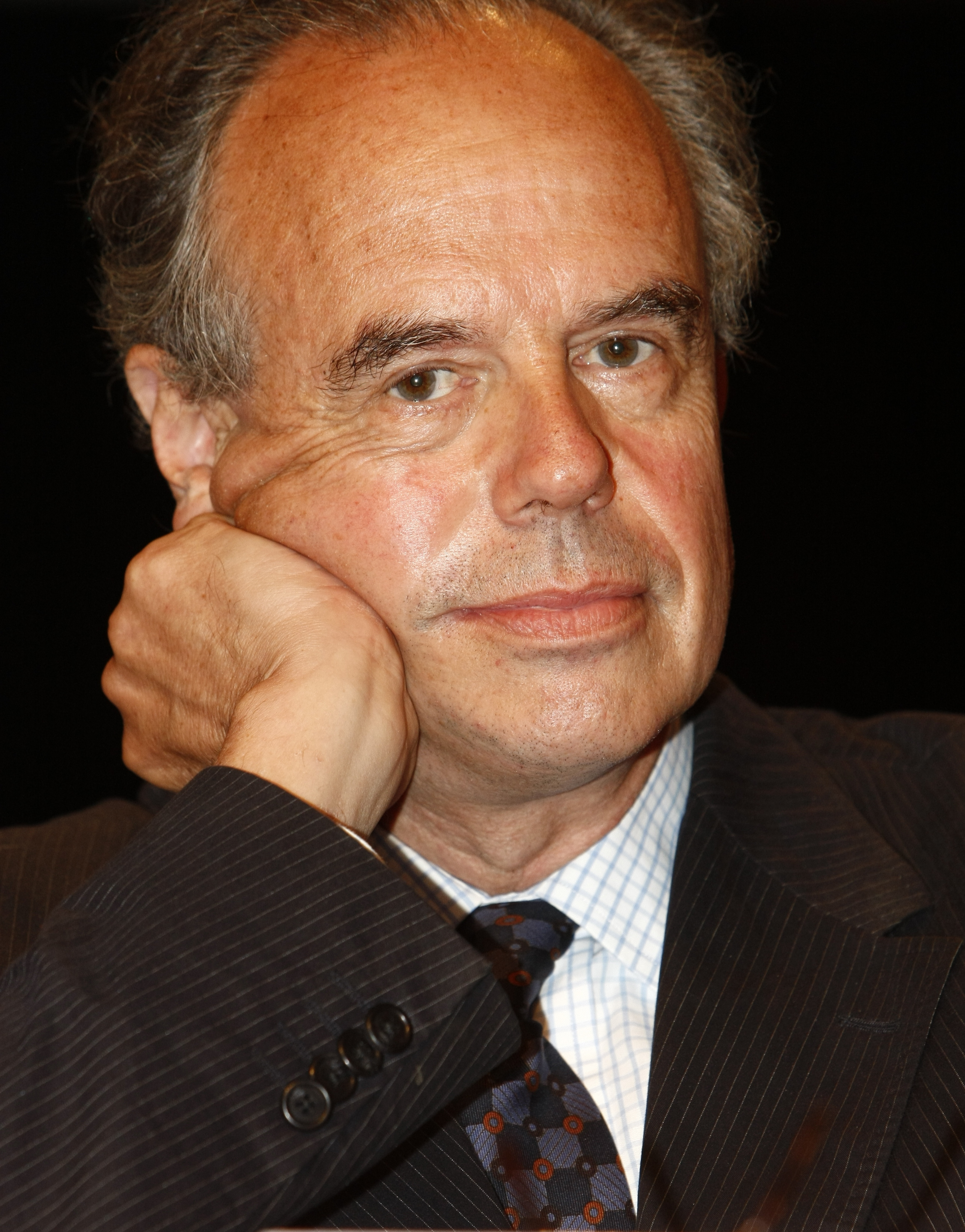
Frédéric Mitterrand (2008)

Frédéric Mitterrand (* 21. August 1947 in Paris; † 21. März 2024 ebenda) war ein französischer Schauspieler, Autor, Drehbuchautor, Filmproduzent und Filmregisseur, der auch die tunesische Staatsbürgerschaft hatte. Von 2009 bis 2012 war er Kulturminister Frankreichs.

## Leben
Frédéric Mitterrand war der jüngste Sohn von Édith Cahier und Robert Mitterrand, einem Ingenieur, hohen Beamten und späteren Manager. Der spätere Staatspräsident François Mitterrand war sein Onkel, dem Frédéric Mitterrand aber nicht sehr nahestand. Als 12-Jähriger spielte er im Film Fortunat von Alex Joffé an der Seite von Michèle Morgan (im Abspann wurde er Frédéric Robert genannt). Er besuchte das Lycée Janson de Sailly in Paris und studierte danach Geschichte und Geographie an der Universität Paris-Nanterre sowie Politikwissenschaften am Institut d’études politiques de Paris. Nach dem Studienabschluss arbeitete Mitterrand zunächst bis 1971 als Lehrer für Wirtschaft, Geschichte und Geographie an einer bilingualen Schule in Paris.
In den 1970er-Jahren betrieb er drei Art-et-Essai-Kinos in Paris und spielte in verschiedenen Filmen unter anderem von Pierre Zucca, Pierre Grimblat und Benoît Jacquot. In den 1980er-Jahren schloss er seine Kinos aus finanziellen Gründen. Mitterrand war in den 1980er- und 1990er-Jahren in verschiedenen Fernsehproduktionen in Frankreich als Produzent und Regisseur tätig. Mitterrand trat 1993 der sozialliberalen Partei Mouvement des radicaux de gauche (MRG) unter Bernard Tapie bei, bei der Präsidentschaftswahl 1995 unterstützte er jedoch den gaullistischen Kandidaten Jacques Chirac. Später war er parteilos. Als Dank für die Organisation des „Tunesien-Jahrs in Frankreich“ (L’Année de la Tunisie en France) verlieh ihm der tunesische Präsident Zine el-Abidine Ben Ali 1995 die Staatsbürgerschaft Tunesiens.
Im Juni 2008 berief Präsident Nicolas Sarkozy Frédéric Mitterrand zum Direktor der Französischen Akademie Villa Medici in Rom. Die Akademie leitete er bis September 2009, Éric de Chassey folgte ihm im Amt als Direktor. Am 24. Juni 2009 wurde Mitterrand zum Minister für Kultur und Kommunikation im Mitte-rechts-Kabinett Fillon II ernannt. Dieses Amt hatte er bis zum Regierungswechsel im Mai 2012 inne.
Mitterrand stand offen zu seiner homosexuellen Orientierung. Im Oktober 2009 kam es in Frankreich zu einer öffentlichen Debatte über Aussagen Mitterrands in seiner bereits 2005 erschienenen Autobiografie La Mauvaise Vie, in deren Verlauf die Sozialistische Partei und der Front National Mitterrand Sextourismus bzw. Sex mit Minderjährigen vorwarfen und seinen Rücktritt forderten. Die in seiner Autobiografie verwendete szenetypische Bezeichnung „Thai-Boy“ sagt aber nichts über das Alter aus und kann sich auch auf Erwachsene beziehen. Im Zuge der Jasminrevolution in Tunesien geriet Mitterrand im Januar 2011 in die Kritik, weil er es „vollkommen übertrieben“ genannt hatte, das Land unter der Herrschaft Ben Alis als Diktatur zu bezeichnen.
Am 24. April 2019 wurde Mitterrand als Nachfolger von Jeanne Moreau zum Mitglied der Académie des Beaux-Arts gewählt, in der Sektion für Film und Audiovisualität. Die offizielle Amtseinführung fand am 5. Februar 2020 statt.
Er starb am 21. März 2024 im Alter von 76 Jahren an den Folgen einer Krebserkrankung.

## Werke (Auswahl)
- Mémoires d’exil, Robert Laffont, 1990
- Destins d’étoiles – tomes 1, 2, 3, 4 – Fixot, 1991–1992
- Monte Carlo: la légende, Assouline, 1993
- Une saison tunisienne, Actes Sud, 1995
- L’Ange bleu: un film de Joseph von Sternberg, Plume, 1995
- Madame Butterfly, Plume, 1995
- Les Aigles foudroyés - la fin des Romanov des Habsbourg et des Hohenzollern, Pocket, 1998
- Un jour dans le siècle, Robert Laffont, 2000
- La Mauvaise Vie („Das schlechte Leben“), Robert Laffont, Autobiografie, 2005
- Lettres d’amour en Somalie, Pocket, 2006
- Maroc, 1900–1960 Un certain regard, Actes Sud, 2007 (mit Abdellah Taïa)
- Le Festival de Cannes, Robert Laffont, 2007

## Filmografie (Auswahl)
als Schauspieler:
- 1960: Fortunat
- 1974: Dites-le avec des fleurs
- 1976: Les conquistadores
- 1981: Merry-Go-Round
- 1997: Mein Freund Rachid (Mon copain Rachid)
- 1998: Que la lumière soit!
- 2001: Bécassine und die Jagd nach dem Wikingerschatz (Bécassine – Le trésor viking)
- 2001: Die fabelhafte Welt der Amélie (Le fabuleux destin d’Amélie Poulain)
- 2003: Les clefs de bagnole

als Produzent:
- 1976: Les écrans déchirés
- 1987: Avril brisé
- 1998: Fairouz (Dokumentation)

## Auszeichnungen (Auswahl)
- Ritter der Ehrenlegion
- Offizier des Ordre des Arts et des Lettres
- Kommandeur des Ordre des Arts et des Lettres (2009)
- Großkreuz des Ordens vom Kreuz des Südens
- Prix Le Vaudeville für La Mauvaise Vie (2005)